# Josef Krtička
Josef Krtička byl český fotograf. 
Působil v polovině 19. století jako „cestující fotograf“. Přišel z Turnova do Prahy, kde se později usadil a provozoval daguerrotypický fotoateliér. Pořídil portrét Karla Havlíčka Borovského, který ho následně doporučoval ve veřejném tisku. Své inzeráty psal Krtička česky.
F. K. Drahoňovský o něm napsal: Krtičkovi jakož i každému Čechovi není přirozeno dělati křiku, on v tichosti provozuje své umění, ale ono mluví za něho živými slovy...
Talbotovy kalotypie nazýval Krtička „oblesky na papíře“.